# Huracán Lisa (2022)
El Huracán Lisa fue un huracán de categoría 1 sobre el Mar Caribe que tocó tierra en Belice, el primero en tocar tierra en el mes de noviembre en ese país desde el año 1942. Se desarrolló a partir de una amplia área de baja presión sobre el sureste del Caribe que, por la amenaza que representaba, tierra fue designado como Potencial Ciclón Tropical Quince el 30 de octubre. La perturbación se organizó como Tormenta tropical Lisa en la tarde del 31 de octubre, al sur de Jamaica. 
Continuó organizándose y como resultado se convirtió en un huracán en la mañana del 2 de noviembre, cuando se acercaba a la costa de Belice. En la tarde de ese día, tocó tierra en Belice con vientos de 140 km/h (85 mph). Lisa se debilitó tierra adentro avanzando hacia el norte de Guatemala y el sur de México, donde se degradó a una depresión tropical en la mañana del 3 de noviembre. Finalmente se convirtió en un remanente bajo el 5 de noviembre sobre el Golfo de México.

## Historia meteorológica

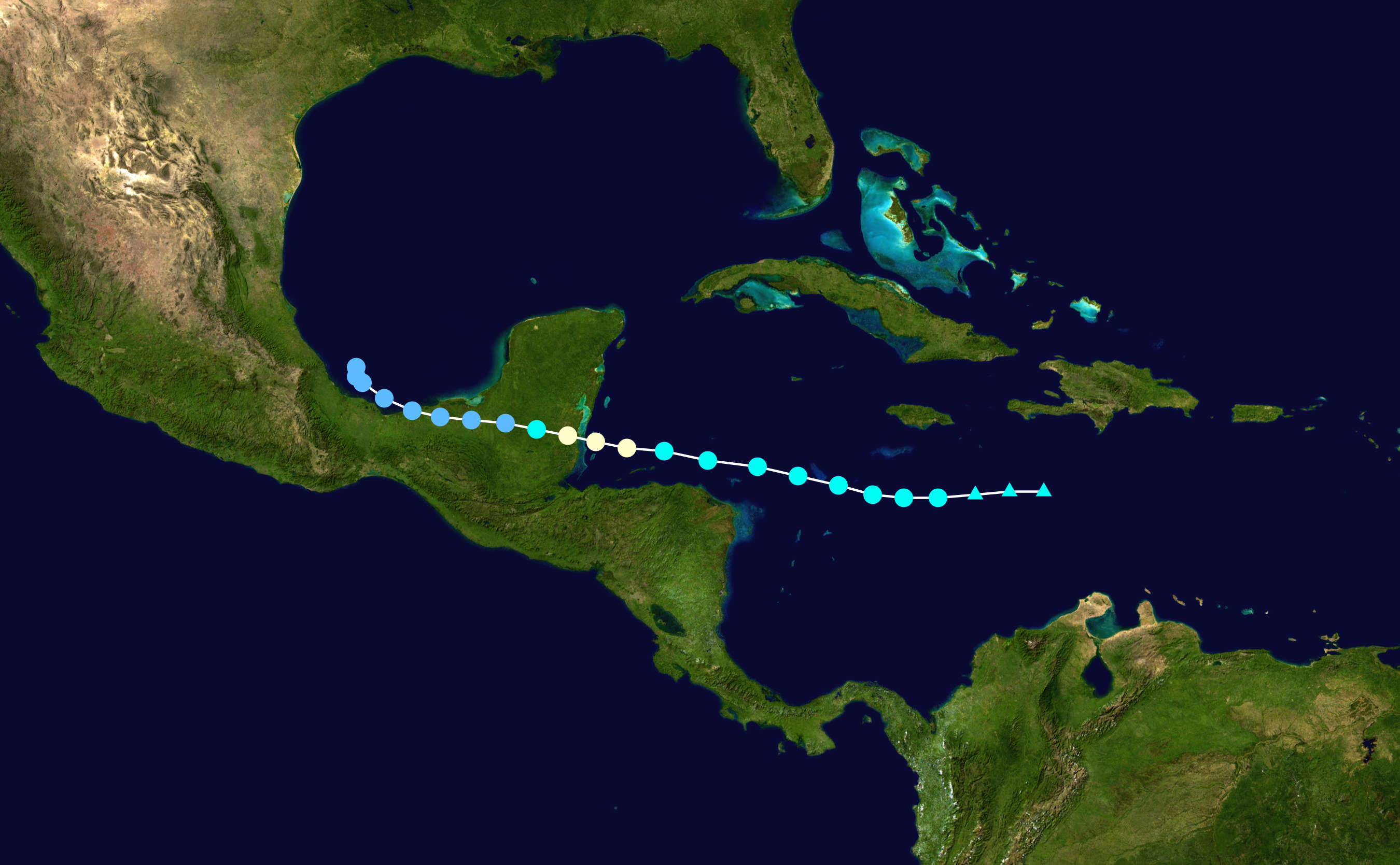
Mapa que traza la trayectoria y la intensidad de la tormenta, según la escala Saffir-Simpson.

El 28 de octubre, el Centro Nacional de Huracanes (NHC) comenzó a monitorear una amplia área de baja presión que se desarrolló sobre el sureste del Mar Caribe muy próxima a la costa norte-central de Venezuela que produjo una gran área de lluvias y tormentas eléctricas desorganizadas. 
Temprano el 30 de octubre, los datos de dos misiones de aviones de cazadores de huracanes en la perturbación mostraron que el centro de circulación del sistema se estaba definiendo mejor y que estaba produciendo vientos sostenidos entre 55 a 65 km/h (35 a 40 mph) hacia el norte de su centro. 
Como resultado, y debido a la amenaza que el sistema en desarrollo representaba para las áreas terrestres en el Mar Caribe central, el NHC inició avisos sobre la perturbación como Potencial Ciclón Tropical Quince a las 21:00 UTC de ese día.
La perturbación se organizó mejor y finalmente definió su centro de circulación y como ya tenía vientos con fuerza de tormenta tropical se convirtió en la Tormenta tropical Lisa a las 15:00 UTC del 31 de octubre, a unos 285 km (175 millas) al sur de Kingston, Jamaica. En ese momento, la mayor parte de la intensa actividad tormentosa de la tormenta estaba ocurriendo en los lados este y sur del centro como resultado de la cizalladura del viento del oeste. Más tarde ese día, la cizalla comenzó a disminuir, lo que permitió a Lisa organizarse mejor. La tormenta comenzó a formar más convección al noroeste del centro y los datos de una misión de cazadores de huracanes indicaron que la circulación de bajo nivel se estaba alargando menos. 
Como resultado, Lisa se fortaleció y se convirtió en un huracán de categoría 1 a las 12:00 UTC del 2 de noviembre, cuando se acercaba a la costa de Belice a unos 165 km (100 millas) al este-sureste de la Ciudad de Belice. Lisa continuó intensificándose y alcanzó su presión más baja a las 15:00 UTC de ese día con 987 mbar, mientras que sus vientos más fuertes de 140 km/h (85 mph) los alcanzó a las 21:00 UTC. Veinte minutos después, a las 21:20 UTC, Lisa tocó tierra cerca de la Ciudad de Belice, cerca de la desembocadura del Río Sibun con vientos máximos sostenidos de 140 km/h (85 mph) y una presión mínima de 990 mbar. Después de toca tierra Lisa se debilitó rápidamente cayendo al estado de tormenta tropical a las 03:00 UTC del 3 de noviembre sobre Belice. 
Continuó debilitándose a medida que avanzaba sobre el norte de Guatemala y luego el sur de México, donde se convirtió en una depresión tropical a las 15:00 UTC de ese día. El ciclón luego se movió sobre Campeche y emergió sobre las cálidas aguas de la Bahía de Campeche temprano el 4 de noviembre, donde aumentó su convección profunda, aunque confinada principalmente al norte de su centro por fuertes vientos del sur en los niveles superiores. 
Sin embargo, esta actividad renovada duró poco, aunque continuó produciendo algunos estallidos limitados de convección hasta el 5 de noviembre, cuando el ciclón degeneró en un remanente bajo a las 15:00 UTC ubicado sobre el Golfo de México y a unos 245 km (155 millas) al norte-noreste de Veracruz, México.

## Preparaciones e impacto

### BeliceBelice
El 1 de noviembre, el gobierno de Belice activó su alerta máxima (roja) ante el paso de Lisa, y emitió una advertencia de huracán para toda la costa del país. El Aeropuerto Internacional Philip S. W. Goldson dejó de operar esa noche y las escuelas públicas cerraron temporalmente para las clases presenciales, usándose temporalmente como refugios para la población. Se pronosticó una marejada ciclónica de 9 a 15 metros a lo largo de la costa de Belice y lluvias de hasta 20 centímetros en algunos sitios. Ante el paso inminente del huracán se decretó el estado de emergencia para las ciudades de Stann Creek y Belice además de un toque de queda. En las islas Turneffe se registraron vientos máximos superiores a los 140 km/h con rachas superiores provocando daños severos a viviendas, caídas de árboles e inundaciones superiores a un metro de altura. Se entregó fondos para alimentos, agua y reparaciones rápidas a las casas como necesidades más urgentes. En general, los daños más notables estuvieron en viviendas destruidas parcial o totalmente, agricultura, postes caídos, edificios y crecidas de ríos. El gobierno estimó daños de aproximadamente $100 millones de dólares (USD) por pérdidas causadas por Lisa.